# 朱智
朱智（1465年—？），字體貞，河南開封府鄭州滎澤縣人，民籍，明朝政治人物。

## 生平
河南鄉試第六十八名舉人，成化二十三年（1487年）中式丁未科會試第二百二十七名，三甲第一百零六名進士。歷官户部署郎中事主事，正德五年（1510年）五月升四川按察司佥事。

## 家族
曾祖朱貳；祖父朱能；父朱昭，母王氏。具庆下。